# 8613 Cindyschulz
8613 Cindyschulz este o planetă minoră (asteroid), cu un diametru de 8,331 km, din centura de asteroizi. A fost descoperită pe 7 noiembrie 1978 la Observatorul Palomar de Eleanor F. Helin. 
Obiectul prezintă o orbită caracterizată de o semiaxă mare de 3,1345562 UAi, o excentricitate de 0,23, o înclinație de 1,80352 ° în raport cu ecliptica.